# راكيش كومار ياداف
راكيش كومار ياداف (بالإنجليزية: Rakesh Kumar Yadav)‏ هو منافس ألعاب قوى هندي، ولد في 2 أكتوبر 1977 في أتر برديش في الهند.

## وصلات خارجية
- راكيش كومار ياداف على موقع الاتحاد الدولي لألعاب القوى (الإنجليزية)